# Maidi Liebermann von Wahlendorf
Maria „Maidi“ Liebermann von Wahlendorf (* 11. September 1884 in Frankfurt am Main als Maria Feist-Belmont; † 22. November 1971 in Bad Wiessee) war die letzte Lebensgefährtin des Dichters Ludwig Thoma und Erbin seiner Verlagsrechte.

## Leben
Maria Liebermann, genannt Maidi, war die Tochter von Carl Feist-Belmont, einem Bankier und Sektfabrikanten aus einer jüdischen Familie. Ihre Mutter Auguste, geborene Graubner, stammte aus einer christlichen „Frankfurter Patrizierfamilie“. Sie wuchs mit ihrem 1891 geborenen Bruder Alfred in wohlhabenden Verhältnissen auf, wurde in einer evangelisch-reformierten Gemeinde getauft und erhielt eine gute Schulbildung. Ihr Wunsch, Opernsängerin zu werden, wurde ihr nicht erfüllt. Am 11. Februar 1904 sowie am 14. Februar 1904 traf sie auf einem „Bal blanc“ (Ball ohne Masken) in Nürnberg den Schriftsteller Ludwig Thoma, der zu dieser Zeit ein Autor der satirischen Wochenzeitung Simplicissimus war. Über die Begegnung mit Maidi Feist-Belmont schrieb er: „fast ohne mit ihr ein paar Worte gewechselt zu haben, blieb mir der tiefste Eindruck zurück“. Das Glück einer Ehe habe er jedoch „verscherzt, verludert“ und sein Leben „verpfuscht“. Maidi Feist-Belmont heiratete 1910 Willy Liebermann von Wahlendorf. Im gleichen Jahr wurde ihr Sohn Edgar Liebermann von Wahlendorf (1910–1996) geboren.
Am 18. August 1918 sahen sich Maidi Liebermann und Ludwig Thoma in Rottach bei einem Wohltätigkeitskonzert wieder und wurden ein Paar. Maidi Liebermann trennte sich von ihrem Ehemann. Sie war Thoma zwar verbunden, konnte sich jedoch nicht entschließen, ganz zu ihm in sein Haus „Auf der Tuften“ am Tegernsee zu ziehen, da ihr Ehemann die Scheidung verweigerte. Außerdem habe sie sich „als evangelisch getaufte Tochter eines jüdischen Vaters an seinem antisemitischen Gedankengut“ gestört. Zu Thomas Enttäuschung entschied sie sich zu einer Ausbildung als Konzertsängerin in Stuttgart. Sie ging auf Konzertreisen, gab Liederabende und sang Oratorien. Er besuchte sie in Stuttgart oder sie trafen sich in anderen Orten. Er schickte ihr täglich Briefe. Die Beziehung war vom Warten auf ihre Scheidung und Thomas Ungeduld geprägt. Er war der Meinung, dass Singen nicht ihr Beruf werden könne. Die Rolle, die er ihr zudachte, war die, dem Mann ein „Kamerad“ zu sein „in einem ruhigen und doch sehr tätigem Leben“.

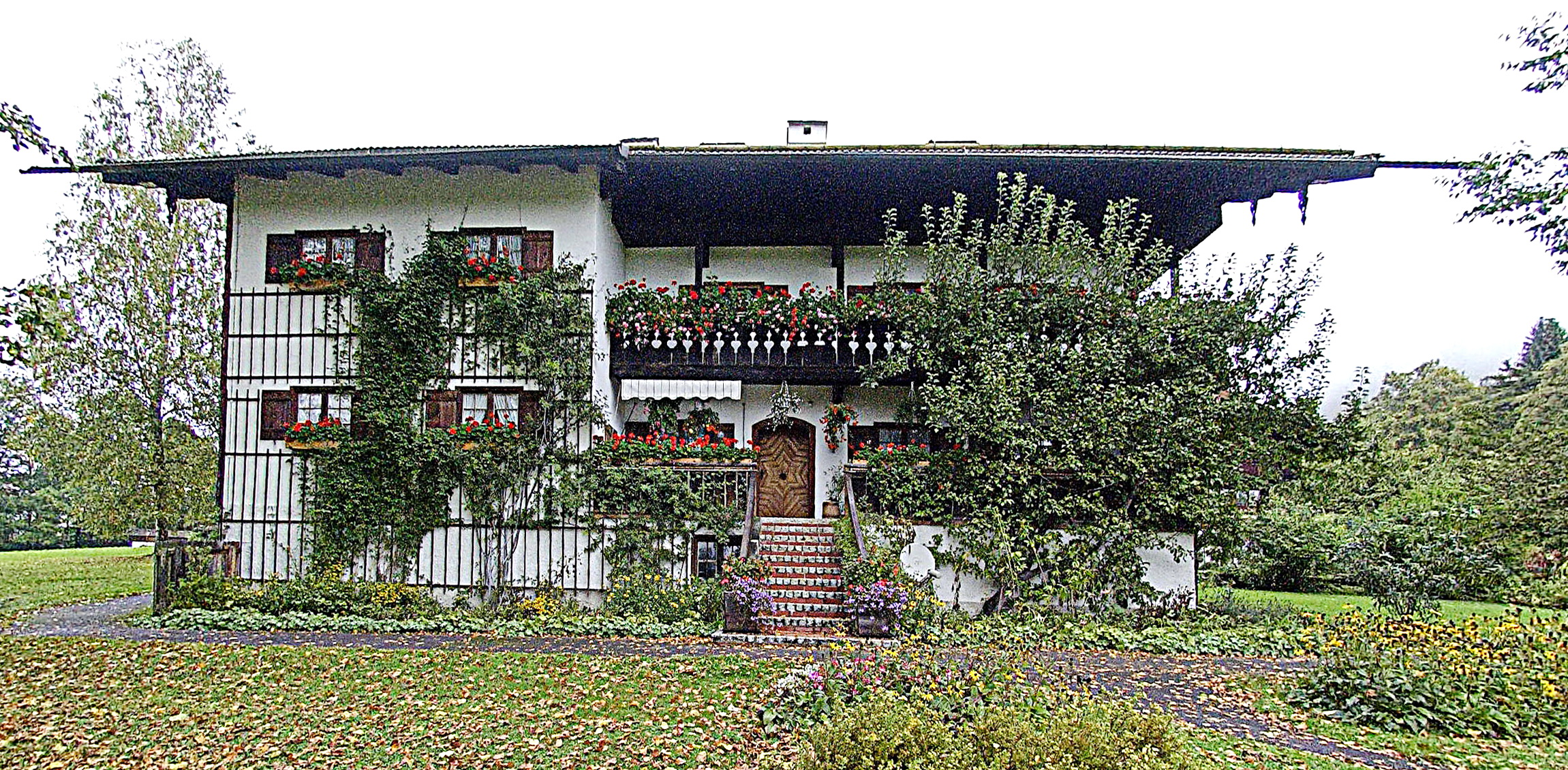
Haus „Auf der Tuften“

Als Thoma am 26. August 1921 starb, brach sie ihre Ausbildung ab und kehrte nach Rottach zurück. Thoma machte sie mit einem drei Wochen zuvor geschriebenen Testament zur Haupterbin seines Vermögens und übertrug ihr alle Verlags- und Urheberrechte. Das sächliche Vermögen bestand in dem Haus und Anwesen „Auf der Tuften“ über dem Tegernsee. Er begründete seine Entscheidung damit, dass sie „vor langen Jahren nur durch meine Schüchternheit nicht meine liebe Frau geworden“ war. Laut Martha Schad hatte Thoma in seinem letzten, 1921 vollendeten Roman Der Ruepp sein Ringen und Leiden um Maidi Liebermann umschrieben.
Durch die Inflation 1922 wurden die Beträge, die Thoma seinen Geschwistern zugedacht hatte, entwertet. Als Peter Thoma starb, kümmerte sich Maidi Liebermann um die Ausbildung von dessen Sohn und sie kam für die Beerdigungskosten für Thomas Schwester Bertha auf.
Die Scheidung von Willy Liebermann von Wahlendorf erfolgte 1926. Ab 1932 führte sie das Ludwig Thoma Haus am Tegernsee als Pension. In der Zeit des Nationalsozialismus musste sie sich in einem langen Prozess dagegen wehren, enteignet zu werden, und konnte das Haus über die Kriegsjahre erhalten. Einer Journalistin sagte sie 1965, dass sie es als Wunder betrachte, dass Thoma sie als „nicht-arische Frau“ über seinen Tod hinaus beschützt habe. Während ihr Bruder Alfred Feist-Belmont 1945 im KZ Buchenwald umkam, wurde ihr nur der Reisepass entzogen. Für Feist-Belmont wurde 2011 in Frankfurt-Westend ein Stolperstein verlegt.
Der letzte Lebensgefährte von Maidi Liebermann war der 20 Jahre jüngere Hans Förg aus Rottach-Egern, ein Freund ihres Sohnes Edgar.
Am 11. Dezember 1946 übertrug sie das Verlagsrecht an sämtlichen Werken Ludwig Thomas dem Piper Verlag. Seine Tagebücher hinterließ sie dem Ludwig Thoma-Archiv der Münchner Stadtbibliothek, das Anwesen „Auf der Tuften“ vermachte sie 1964 der Landeshauptstadt München.
Maidi Liebermanns Grab liegt auf dem alten Gemeindefriedhof von St. Laurentius in Egern am Tegernsee neben dem von Ludwig Thoma.

## Theaterstück
- Ich bin allein und nicht allein. Ein Stück um Ludwig Thoma und Maidi von Liebermann von Gerd Thumser. Die Uraufführung in der Inszenierung von Johannes Reitmeier mit Toni Berger und Esther Hausmann in den Hauptrollen fand am 1. Oktober 1998 im Bayerischen Staatsschauspiel in München statt.[13]